# 金田瑛司
金田 瑛司（かねだ えいじ、1993年5月14日 - ）は、元ラグビーユニオン選手。

## 略歴
伏見工業高校時代、トライリージョンズ中日本メンバーに選ばれたことがある。
2012年、帝京大学に入学。
2013年、U20日本代表に選ばれた。
2015年、帝京大学ラグビー部の副将に就任し、全国大学選手権7連覇に貢献した。
2016年、帝京大学卒業後、ジャパンラグビートップリーグのパナソニック ワイルドナイツに加入。
2025年6月、ジャパンラグビーリーグワンの埼玉パナソニックワイルドナイツを退団し、選手引退した。